# 機率公設
機率公理（英語：Probability axioms）是概率論的公理，任何事件發生的概率的定義均滿足概率公理。因其提出者为安德烈·柯尔莫果洛夫，也被稱为柯尔莫果洛夫公理（Kolmogorov axioms）。
某个事件{\displaystyle E}的概率{\displaystyle P(E)}是定义在“全体”（universe）或者所有可能基础事件的样本空间{\displaystyle \Omega }时，概率{\displaystyle P}必须满足以下柯尔莫果洛夫公理。
也可以说，概率可以被解释为定义在样本空间的子集的σ代数上的一个测度，那些子集为事件，使得所有集的测度为{\displaystyle 1}。这个性质很重要，因为这裡提出条件概率的自然概念。对于每一个非零概率A都可以在空间上定义另外一个概率：
{\displaystyle P(B\vert A)={P(B\cap A) \over P(A)}}
通常读作“给定A时B的概率”。如果给定A时B的条件概率与B的概率相同，{\displaystyle P(B\vert A)=P(B)}，则称A与B互相独立。
当样本空间是有限或者可数无限时，概率函数也可以以基本事件{\displaystyle \{e_{1}\},\{e_{2}\},...}定义它的值，这里{\displaystyle \Omega =\{e_{1},e_{2},...\}}。

## 柯尔莫果洛夫公理
假设有一个基础集{\displaystyle \Omega }，其子集的集合{\displaystyle {\mathfrak {F}}}为σ代数，和一个给{\displaystyle {\mathfrak {F}}}的元素指定一个实数的函数{\displaystyle P}。{\displaystyle {\mathfrak {F}}}的元素，称为“事件”。

### 第一公理（非负性）
对于任意一个集合{\displaystyle A\in {\mathfrak {F}}}， 即对于任意的事件{\displaystyle P(A)\geq 0}。
即，任一事件的概率都可以用{\displaystyle 0}到{\displaystyle 1}区间上的一个实数来表示。

### 第二公理（归一化）
{\displaystyle P(\Omega )=1}。
即，整体样本集合中的某个基本事件发生的概率为1。更加明确地说，在样本集合之外已经不存在基本事件了。
这在一些错误的概率计算中经常被小看；如果你不能准确地定义整个样本集合，那么任意子集的概率也不可能被定义。

### 第三公理（可加性）
任意两两不相交事件{\displaystyle E_{1},E_{2},...}的可数序列满足{\displaystyle P(E_{1}\cup E_{2}\cup \cdots )=\sum P(E_{i})}。
即，不相交子集的并的事件集合的概率为那些子集的概率的和。这也被称为是σ可加性。如果存在子集间的重叠，这一关系不成立。
如想通过代数了解柯尔莫果洛夫的方法，请参照随机变量代数。
又發展成Boole不等式，證明時常使用此公式：{\displaystyle {\displaystyle P(\bigcup _{i}A_{i})\leq \sum _{i}P(A_{i})}}。

## 概率论引理
从柯尔莫果洛夫公理可以推导出另外一些对计算概率有用的法则。
{\displaystyle P(\Omega -E)=1-P(E)}，
{\displaystyle P(A\cup B)=P(A)+P(B)-P(A\cap B)}，